# Pachnephorus bistriatus
Pachnephorus bistriatus is een keversoort uit de familie bladkevers (Chrysomelidae). De wetenschappelijke naam van de soort werd in 1852 gepubliceerd door Étienne Mulsant.